# Yraguara fleuryi
Yraguara fleuryi is een hooiwagen uit de familie Gonyleptidae.